# Rhodnius prolixus
Bọ hôn (Danh pháp khoa học: Rhodnius prolixus) hay Bọ Xít Hút Máu là một loài bọ trong họ Bọ ám sát Triatominae ở Nam Mỹ. Đây là một loài bọ ký sinh chuyên hút máu.

## Đặc điểm
Máu là nguồn thức ăn duy nhất của loài này. Chúng có thể tấn công mọi con mồi, bao gồm cả con người. Loài bọ này cũng là vật trung gian lây truyền Trypanosoma cruzi. Chúng tiết ra loại chất gây tê khiến nạn nhân không biết rằng chúng đang tấn công. Thậm chí loài bọ này có thể hút máu trên mặt người mà nạn nhân không hề hay biết. Nó thường chọn những vị trí gần môi và mắt khi tấn công. 